# Felisburgo
Felizburgo is een gemeente in de Braziliaanse deelstaat Minas Gerais. De gemeente telt 8.022 inwoners (schatting 2009).

## Aangrenzende gemeenten
De gemeente grenst aan Bertópolis, Fronteira dos Vales, Jequitinhonha, Joaíma, Rio do Prado en Santa Helena de Minas.